# كاستروجايرز
بلدية كاستروجايرز (بالإسبانية: Castrojeriz)‏, هي إحدى بلديات مقاطعة برغش, التي تقع في منطقة قشتالة وليون, والتي تقع في شمال غرب إسبانيا.
يبلغ عدد سكانها 976 نسمة وفقاً لإحصائية سنة (2002).

## أعلام
- كونستانس من قشتالة